# Lisignago
Lisignago (Lisgnàc in dialetto trentino) è una frazione del comune di Cembra Lisignago, in provincia di Trento; è stato comune autonomo fino al 1º gennaio 2016, data in cui si è fuso con Cembra formando il nuovo comune. 

## Origini del nome
La forma più antica del toponimo di Lisignago, attestata nel documento del 1166, è Lisignacum; il nome è successivamente riportato in varie altre forme, come fra cui Lisignago (1201, 1210, 1212), Lisegnagno (1214), Lysignago (1236), Lesegnago (1265); all'inizio dell'Ottocento, quando i nomi cominciarono ad essere "riletti" cercando un'etimologia latina, comincia ad apparire la forma Lisiniacum o Liciniacum, che viene fatta derivare da un nome romano come Lisius o Licius; tuttavia è molto più probabile che il toponimo sia di origine preromana, non interpretabile.

## Geografia fisica

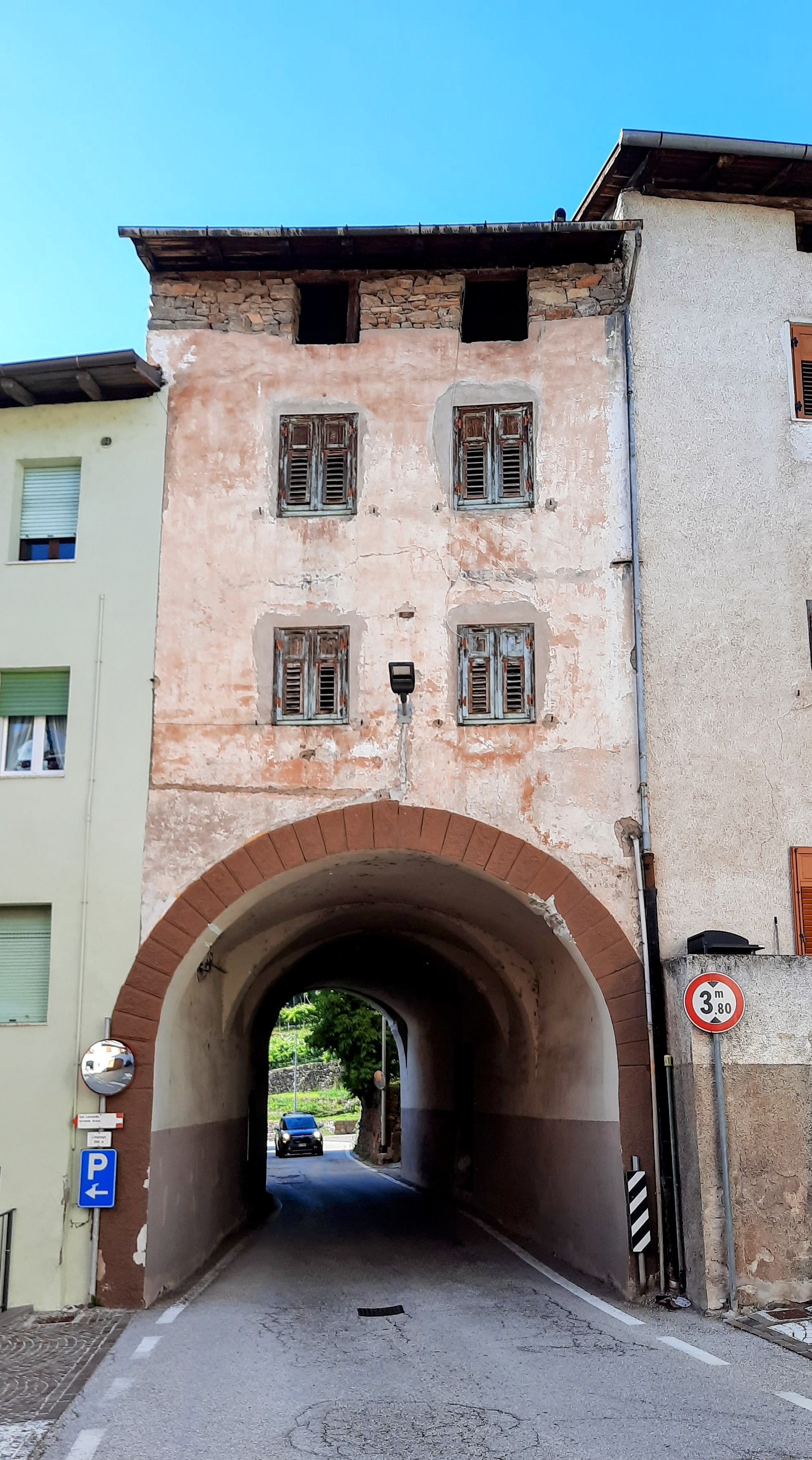
Uno scorcio del paese: la "stretta" del passaggio della Strada Statale 612

Lisignago sorge su un terrazzo morenico alle falde del monte Vason, ad un'altitudine di 582 metri sul livello del mare. Il paese è situato nella bassa valle di Cembra, lungo la strada statale 612 della Val di Cembra che segue la sponda destra del torrente Avisio, e dista circa 19 km da Trento; esso è separato dai due paesi più vicini, Cembra e Ceola, da due profonde incisioni torrentizie, la Valle dell'Ischiele e la Valle dello Scorzai.
Verso la valle dell'Ischiele, il dosso di San Leonardo e la Val Bona digradano le coste di alluvioni interglaciali intensamente coltivate a viti con terrazzamenti sostenuti da muri a secco; verso nord si estendono boschi e prati.

## Storia

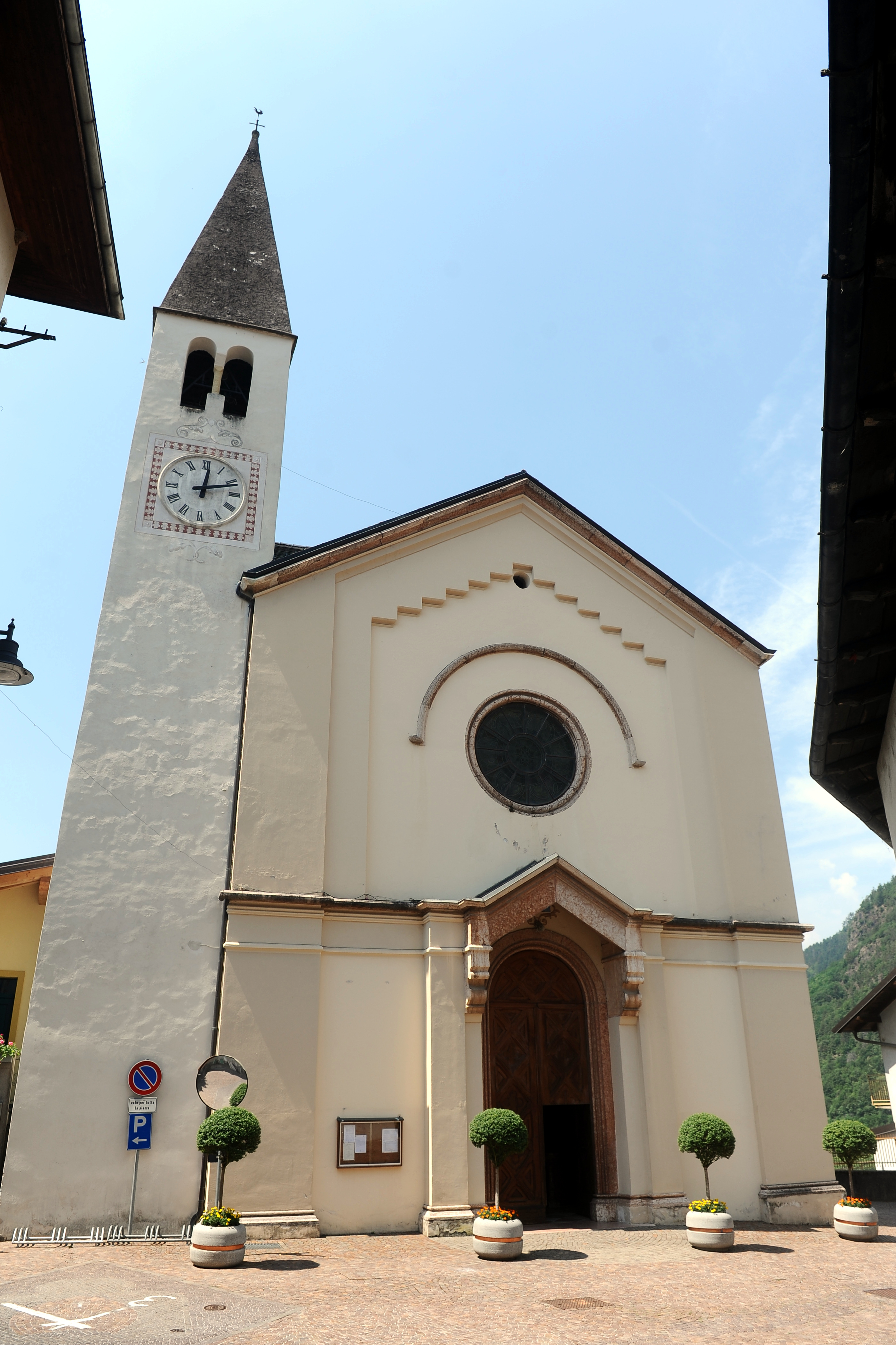
La chiesa di San Biagio

La zona era probabilmente già frequentata da popolazioni liguri-illiriche, seguite poi da abitanti reti. 
Il primo documento che contiene il nome del paese (villa) di Lisignago è stato redatto nel monastero benedettino di San Lorenzo a Trento il giorno 30 agosto 1166, giunto a noi solo tramite una copia del 7 ottobre 1222, e riguarda i diritti sulle rendite del paese. A questo seguono numerosi altri documenti che citano il paese, sempre riguardanti principalmente diritti sulle terre e suoi guadagni. Da un unico documento redatto a Cembra nel 1262, si apprende che gli abitanti di Cembra avevano assaltato e distrutto il "castello di Lisignago"; non sono note le ragioni di questo gesto, né altri dettagli su questo castello, ma si ritiene che potesse essere un piccolo fortilizio situato nel luogo dove sorge ora la chiesetta di San Leonardo. Nel 1296 è citata l'esistenza della primitiva chiesa di San Biagio, mentre risale al 1444 il primo documento che cita la chiesetta di San Leonardo.
Per quanto riguarda la struttura politico-amministrativa interna, il paese godeva di una certa autonomia, minuziosamente regolamentata dallo statuto comunale chiamato Carta di regola. Le decisioni che concernevano l'organizzazione della campagna, dei boschi, dei prati, delle strade, delle fontane e via dicendo venivano prese a maggioranza, con la presenza di almeno due terzi dei capofamiglia, i quali avevano il diritto e il dovere di intervenire nell'assemblea pubblica. La Carta di Regola non è giunta fino a noi perché il documento, conservato in un sacchetto depositato nella sacrestia della chiesa di S. Biagio, è andato perduto.
Fino alla fine del XVIII secolo il paese godette di pace e di tranquillità. Fra il 1797 e il 1803 dovette subire la bufera dei vari passaggi dell'esercito napoleonico che, il 20 marzo 1797, depredò anche la chiesa di vari oggetti liturgici. Nel 1803 il principato vescovile di Trento, di cui Lisignago faceva parte, venne incorporato nella Contea del Tirolo, che nel 1805 venne tolta all'Austria e annessa alla Baviera. Nel 1810 il Tirolo meridionale fu ceduto al Regno italiano dei Francesi per ritornare all'Austria nel 1814 e infine nel 1918 il paese, assieme al resto del Trentino-Alto Adige, entrò a far parte dell'Italia.
Il comune di Lisignago venne soppresso e aggregato a quello di Cembra una prima volta dal 1810 al 1818, e poi una seconda volta nel 1928, assieme a quello di Faver, ma entrambi vennero ricostituiti nel 1952; è tornato a fondersi con Cembra, formando il nuovo comune di Cembra Lisignago, nel 2016.

### Simboli
Lo stemma e il gonfalone del comune di Lisignago sono stato approvati con deliberazione della Giunta provinciale n. 70 del 19 gennaio 2007.
Stemma
Lo stemma è riprodotto nell'emblema civico di Cembra Lisignago.
Una precedente versione era stata approvata con D.G.P. del 29 ottobre 1982, n. 14855/2-B: Scudo sormontato da corona, fregiato da un ramo di alloro e un ramo di quercia e così distinto: S. Biagio vescovo racchiuso in una pala lignea su sfondo giallo.
Gonfalone

## Monumenti e luoghi d'interesse

### Chiesa di San Biagio
La chiesa parrocchiale di Lisignago, dedicato a san Biagio, sorge all'interno del centro abitato; una prima cappella sul sito era sicuramente già presente alla fine del XIII secolo, e venne poi riedificata nel XIV-XV secolo. La struttura odierna risale invece al 1866-1868.

### Chiesa di San Leonardo

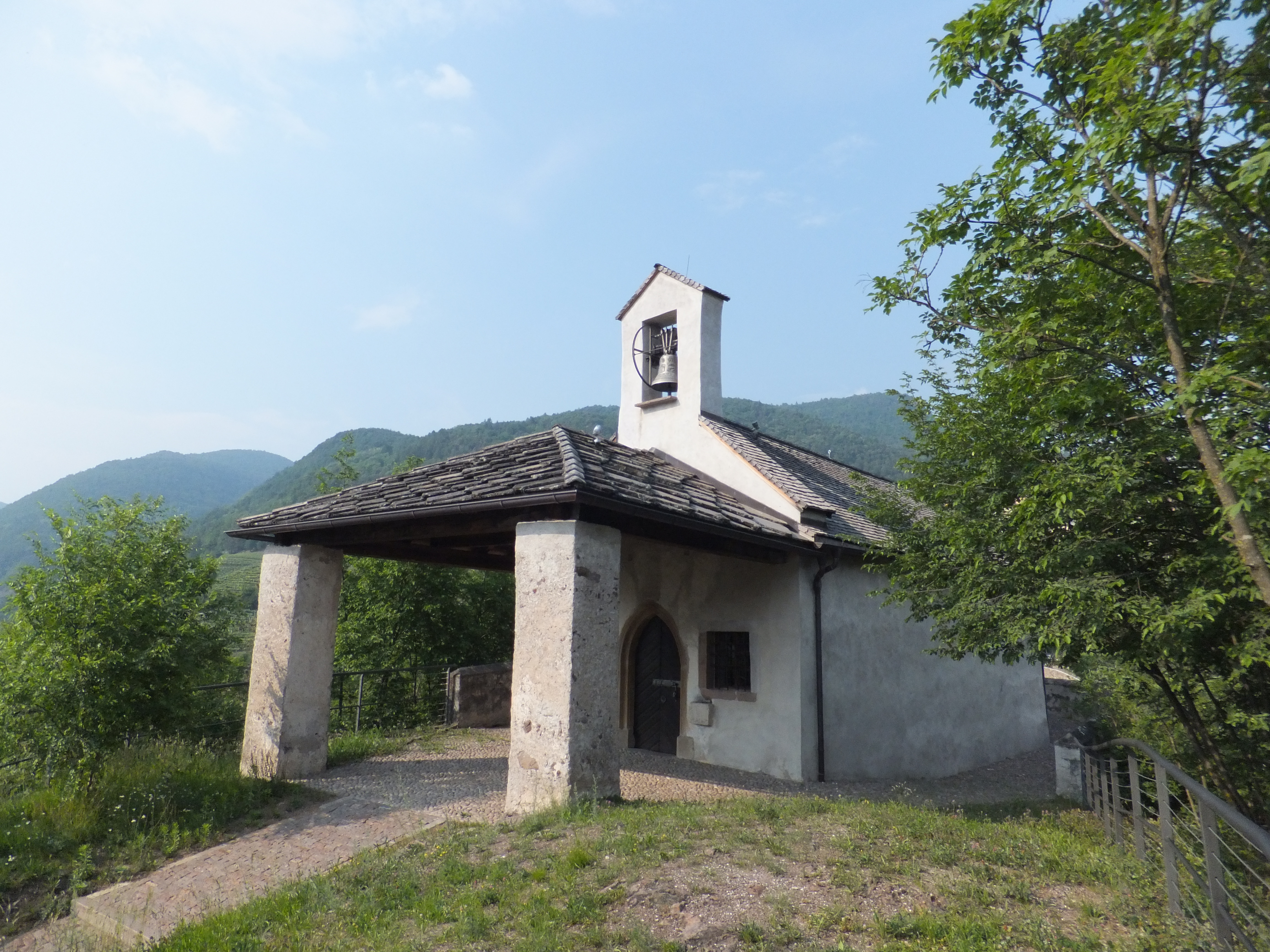
La chiesa di San Leonardo

Una piccola chiesetta situata su un dosso di roccia porfirica tra il torrente Avisio e il paese di Lisignago. Costruita forse fra nel XIV o nel XV secolo, al suo interno è conservato un notevole ciclo di affreschi realizzato tra il 1450 e il 1475.

### Capitelli votivi
In località "Gorch", lungo la strada per Cembra, sorge un grande capitello votivo dedicata alla Madonna Immacolata; costruito nel periodo immediatamente successivo alla proclamazione del dogma dell'Immacolata Concezione (1858) e poi restaurato nel 1887, conserva un altare con statua della Vergine Immacolata. Nelle due nicchie ai lati dell'altare vennero poste altre due statue, raffiguranti san Sebastiano e san Rocco, realizzate da uno scultore locale nel XVII secolo; queste vennero trafugate a fine 1960, e successivamente venne recuperata la sola statua di san Sebastiano, ricollocata nel capitello.
Al capo opposto del paese, lungo la vecchia strada per Giovo (al di sotto dell'odierna SS 612) sorge un capitello dedicato a san Luigi Gonzaga; costruito nel 1891, in occasione del terzo centenario della morte del santo, venne restaurato nel 1912 e poi ancora nel 1990. Al suo interno è conservata una statua del santo titolare.

### Altopiano della Maderlina e Piz delle Agole

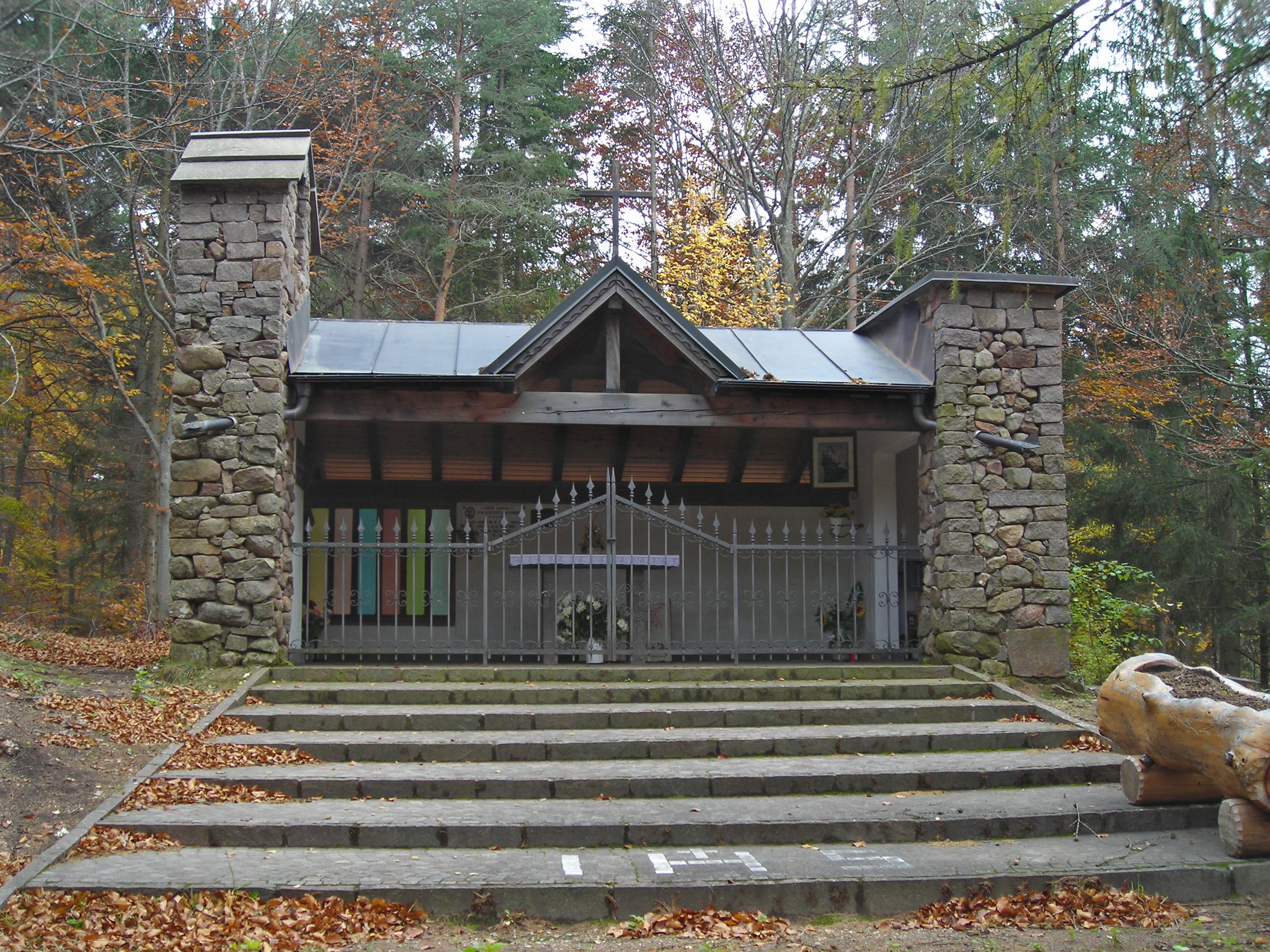
La chiesa della Regina della Pace in località Maderlina

L'altopiano della Maderlina si estende a monte dell'abitato di Lisignago, ad un'altitudine di 800-1000 metri. È raggiungibile a piedi dal paese tramite due strade forestali, oppure con veicolo da Cembra, tramite la strada provinciale per il Lago Santo. L'altopiano è caratterizzato dalla presenza di prati e boschi rigogliosi, attraversati da sentieri e strade forestali percorribili anche in mountain bike, che permettono di raggiungere innumerevoli luoghi d'interesse. Fra questi citiamo: il Piz delle Agole (pizzo delle aquile), il Lago Santo, l'altopiano di Masen, il biotopo Lagabrun e il Roccolo del Sauch. In località Maderlina sono presenti alcune case d'abitazione e diverse baite private, oltre che la capanna sociale gestita dalla SAT di Lisignago e alla chiesetta in porfido intitolata alla Regina della Pace.

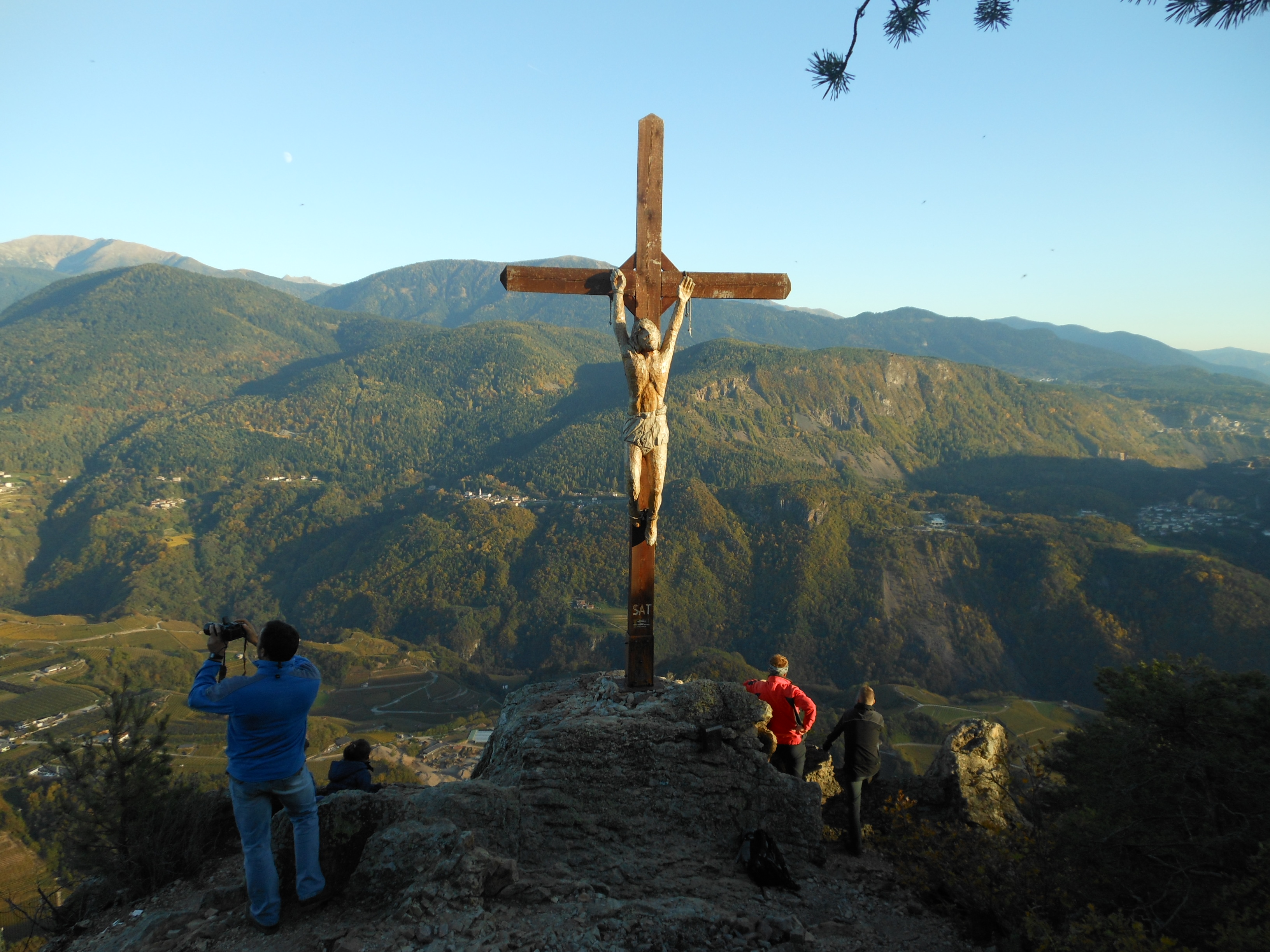
Piz delle Agole

Il Piz delle Agole, con i suoi 1092 metri d'altezza circa è un punto panoramico caratterizzato dalla presenza di una croce lignea posta su uno sperone roccioso a strapiombo sulla zona di Predole di Cembra. Il panorama visibile è su quasi tutta la valle di Cembra incluso il lago di Lases, l'altopiano di Piné e le vette circostanti, i monti Vigolana e Bondone e in lontananza parte della val di Fiemme. Il Piz delle Agole è raggiungibile a piedi in circa 50 minuti partendo dal parcheggio presso la capanna sociale Maderlina, mentre dal paese di Lisignago un'ora e mezza circa.

## Società

### Evoluzione demografica
Abitanti censiti

## Amministrazione
| Periodo        | Periodo          | Primo cittadino    | Partito      | Carica  | Note |
| -------------- | ---------------- | ------------------ | ------------ | ------- | ---- |
| 9 maggio 2005  | 15 maggio 2010   | Mariano Ferretti   | Lista civica | Sindaco |      |
| 16 maggio 2010 | 31 dicembre 2015 | Maria Rita Cattani | Lista civica | Sindaco |      |